# أكلابروتينيب
أكالابروتينيب (Acalabrutinib)، الذي يُباع تحت الإسم التجاري كالكوينس(Calquence)، هو دواء يستخدم لعلاج سرطان الغدد الليمفاوية لخلايا الوشاح (MCL) وسرطان الدم الليمفاوي المزمن (CLL).   بالنسبة لسرطان الدم الليمفاوي المزمن (CLL)، يجب استخدامه في البداية أو عند أولئك الذين فشلوا في علاجات أخرى.  يؤخذ عن طريق الفم. 
وتشمل الآثار الجانبية الشائعة له: الصداع، و الشعور بالتعب، وانخفاض خلايا الدم الحمراء، وانخفاض الصفائح الدموية، و انخفاض خلايا الدم البيضاء.  قد تشمل الآثار الجانبية الأخرى أيضا : العدوى و النزيف و الإصابة بسرطانات أخرى و الرجفان الأذيني.  أما استخدامه في الحمل فقد يضر الجنين.  و هو مثبط بروتون كيناز التيروزين، الذي يبطئ تراكم الخلايا البائية السرطانية. 
ووفق على استخدامه طبيًا في الولايات المتحدة في عام 2017 و أوروبا في 2020.   في المملكة المتحدة، يكلف شهر العلاج هيئة الخدمات الصحية الوطنية حوالي 5100 جنيه إسترليني ابتداء من عام 2021.  و تكلف هذه الكمية في الولايات المتحدة حوالي 15000 دولار أمريكي. 